# Izabel Rosa Pereira
Izabel Rosa Pereira (ur. 13 października 1910 w Caputira, w Minas Gerais Brazylii) – brazylijska superstulatka, 5 najstarsza żyjąca osoba na świecie i najstarsza żyjąca w Brazylii. 

## Życiorys
Izabel Rosa Pereira urodziła się w 1910 roku w pobliżu Caputiry w stanie Minas Gerais w Brazylii i całe życie spędziła w tej miejscowości. Miała pięcioro rodzeństwa. Izabel i Antônio mieli razem dwanaścioro dzieci, z których dziewięcioro nadal żyło w lutym 2024 roku. Jej ulubionym przysmakiem jest wędzony boczek z kapustą i odrobiną fasoli. Pomimo wieku, nadal pozostaje przytomna i zaniepokojona wiadomościami dotyczącymi obecnego stanu świata. W wolnym czasie, uwielbia zapraszać rodzinę i przyjaciół na pogawędkę. Na pytanie, co uważa za najważniejsze na świecie, odpowiedziała, że jej piękna rodzina.

## Długowieczność
Po śmierci Inah Canabarro Lucas (30 kwietnia 2025), Izabel Rosa Pereira stała się najstarszą żyjącą osobą w Brazylii. 